# Manchester (Tennessee)
Manchester ist eine City im Coffee County im US-Bundesstaat Tennessee. Das U.S. Census Bureau hat bei der Volkszählung 2020 eine Einwohnerzahl von 12.212 ermittelt. Sie ist der Verwaltungssitz des Coffee County und liegt zwischen Nashville und Chattanooga an der Interstate 24.

## Geographie
Laut der Bundesbehörde United States Census Bureau hat die Stadt eine Gesamtfläche von 36,75 km², wovon lediglich 0,18 % Wasserfläche ist.

## Demographie
Laut United States Census 2010 gab es in Manchester 10.102 Einwohner in 4.043 Haushalten.
Im Zensus 2010 betrachten sich die Einwohner Manchesters folgenden races zugehörig:
| Volksgruppe    | Prozent |
| -------------- | ------- |
| Weiße          | 90,43   |
| Afroamerikaner | 03,43   |
| Asiaten        | 01,15   |
| Andere         | 04,99   |

Als Hispanics (Weiße oder Nichtweiße) gelten 7 % der Einwohner.

## Infrastruktur
Interstate 24 führt von Nordwesten nach Südosten durch das Stadtgebiet. Eine ausschließlich im Güterverkehr genutzte Bahnstrecke der Caney Fork & Western Railroad von Tullahoma nach Sparta quert das Ortsgebiet von Südwesten nach Nordosten.

## Persönlichkeiten
- Gordon B. Rogers (1901–1967), Generalleutnant der United States Army
- DJ Qualls (* 1978), US-amerikanischer Schauspieler